# かりゆし58ベスト
『かりゆし58ベスト』は、かりゆし58の1枚目のベスト・アルバム。2011年7月27日にLD&K Recordsよりリリースされた。

## 概要
インディーズデビュー5周年を記念したキャリア初となるベストアルバム。
収録曲は「アナタのかりゆし58ベスト曲とエピソード」を一般募集して決定。CDブックレットには寄せられたエピソードの一部とともに、応募者全員の名前が掲載されている。

### 仕様
「通常盤」「初回限定生産盤」「スペシャル盤」の3形態で発売。初回限定生産盤とスペシャル盤は14曲収録のDVD付き、スペシャル盤は更にトートバッグとフェイスタオルのグッズ付き。

## チャート成績
2011年8月8日付のオリコン週間ランキングでは週5間位にランクインした。2022年7月現在最も売れたアルバム。

## 収録曲
1. 恋人よ (アコースティックver.)
1stミニアルバム『恋人よ』収録曲の新録アコースティックバージョン
2. アンマー
1stシングル
3. オワリはじまり
7thシングルカップリング
4. ナナ
4thシングル
5. 手と手
2ndシングル
6. ウージの唄
2ndミニアルバム『ウージの唄』収録曲
7. アナタの唄
6thシングル
8. 電照菊
1stアルバム『そろそろ、かりゆし』収録曲
9. 心に太陽
6thシングルカップリング
10. 風のように
10thシングル
11. 全開の唄
8thシングル
12. ウクイウタ
3rdシングル
13. 会いたくて
9thシングル
14. ただひとつだけ伝えたいこと
2ndアルバム『でーじ、かりゆし』収録曲
15. 流星
3rdアルバム『めんそーれ、かりゆし』収録曲
16. さよなら
5thシングル
17. このまちと
新曲。東日本大震災後に福島県在住の友人とのメールのやりとりを通じて作られた。歌詞に三春滝桜、浜通りが登場する。